# HAT-P-6b

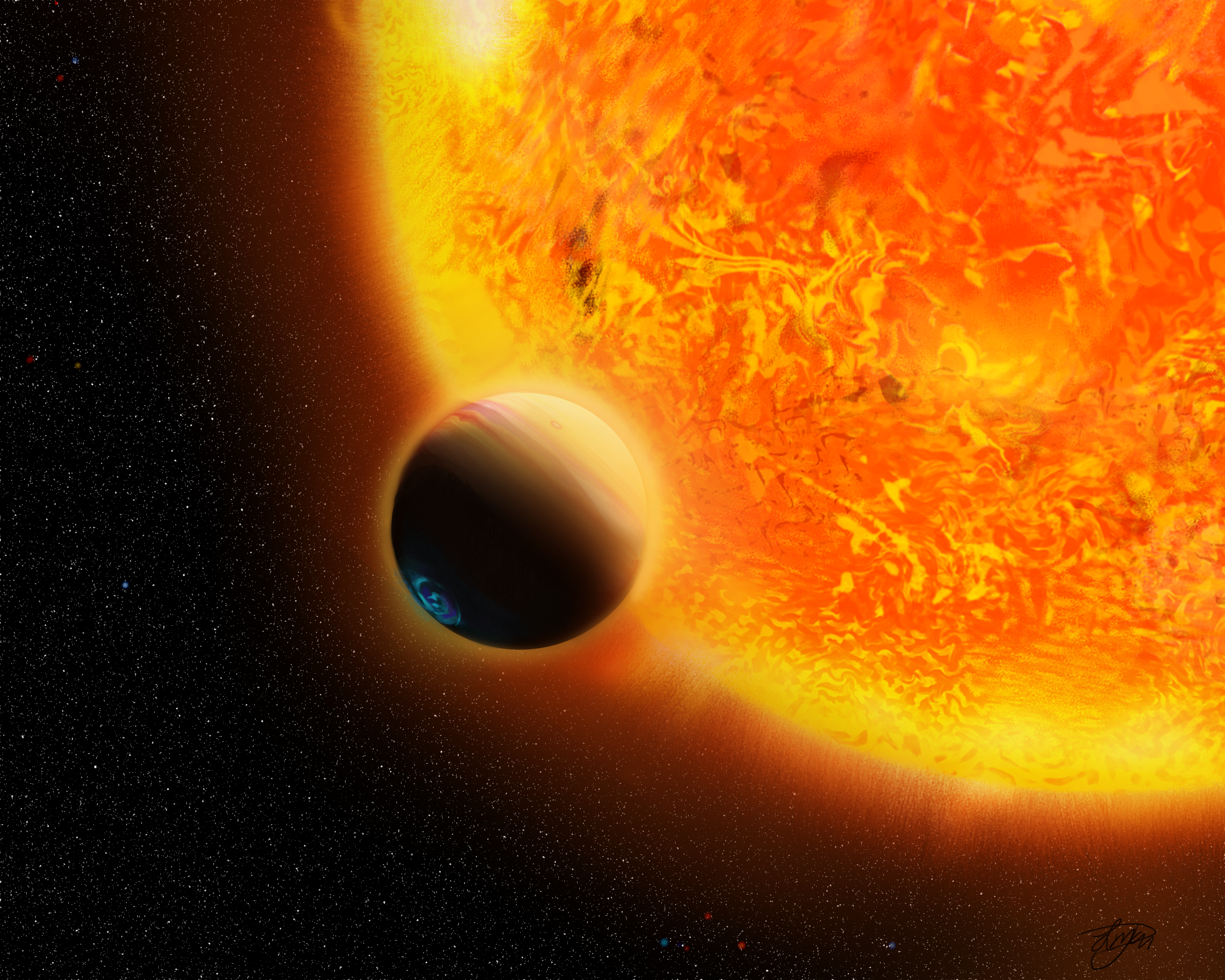
Impresión artística de HAT-P-6b.

HAT-P-6b es un planeta extrasolar en tránsito ubicado a aproximadamente 650 años-luz orbitando alrededor de la estrella HAT-P-6, en la constelación de Andrómeda. Este Júpiter caliente orbita alrededor del planeta con un semi-eje mayor de unos 7,832 gigámetros, y toma 92 horas, 28 minutos, 17 segundos y 9 décimas de segundo para orbitar alrededor de la estrella. Tiene una masa verdadera de 5.7% mayor que Júpiter y un radio 33% mayor que Júpiter, correspondiendo a una densidad de 0,45 g/cm3, que es menos que la densidad del agua. Este planeta fue descubierto por Noyes et al. el 89 el octubre de 2007.